# Asplenium lamprophyllum
Asplenium lamprophyllum är en svartbräkenväxtart som beskrevs av Carse. Asplenium lamprophyllum ingår i släktet Asplenium och familjen Aspleniaceae. Inga underarter finns listade.